# Јан Јансен
Јоханес Адријанус „Јан” Јансен (хол. Jan Janssen, IPA: ; 19. мај 1940) бивши је холандски професионални бициклиста у периоду од 1962. до 1972. године. Највећи успех остварио је 1968. године, када је освојио Тур де Франс. Годину раније победио је на Вуелта а Еспањи.

## Детињство и аматерска каријера
Јансен је рођен у Нодорпу, малом граду близу Хага, само пет дана након што су нацисти окупирали Холандију. Касније су се преселили у село Пут, у близини Розендала и Антверпена. Радио је са родитељима, копао је земљу по Западној Холандији, за објекте које је њихова породична фирма градила. Придружио се бициклистичком клубу у Делфу са 16 година и за две године, остварио је 25 победа. Као аматер возио је за Холандију на трци Тур Авенир (аматерска верзија Тур де Франса), која је била отворена за аматере и полупрофесионалце. 1960. учествовао је на Олимпијским играма.

## Професионална каријера
Јансен је постао професионалац 1962. године, након шест година у аматерском бициклизму, где је освојио многе Холандске класике.
Године 1963, возио је свој први Тур де Франс и освојио је једну етапу, али је морао да напусти Тур због пада.
Године 1964, освојио је трку Париз—Ница, а на Тур де Франсу је освојио две етапе и класификацију по поенима. Након Тура, освојио је светско првенство.
Класификацију по поенима на Тур де Франсу освојио је и 1965. а 1966. године, је био близу освајања Тура, завршио је други, иза Лисјена Емара. 1967. године, освојио је трку шест дана Мадрида, а затим и престижни класик Париз—Рубе, након чега је возио по први пут Вуелта а Еспању и освојио је, уз освојену једну етапу и класификацију по поенима, чиме је постао први Холанђанин који је освојио Вуелту, док је на Тур де Франсу освојио седмо место и по трећи пут класификацију по поенима.
Године 1968, коначно је освојио Тур де Франс, победивши Белгијанца, Хермана Ван Спрингела, за 38 секунди, што је била најмања разлика, све до 1989. године, када је Грег Лемонд победио Лорана Фињона за осам секунди. Јансен је тако постао први холандски победник Тур де Франса.
На Тур де Франсу 1968. опет су се нашли национални тимови, као експеримент. Да би се осветили организатору Тура, Феликсу Левитану, неки спонзори су покренули штрајк против допинг теста урађеног претходне године. Стављање у један тим возаче који остатак сезоне возе за супарничке спонзоре, изазивало је проблеме и унутрашње ривалство. То је поделило холандски тим више од других и Јансен је морао да превазиђе унутрашње проблеме да би победио. Његова победа у наранџастој мајици Холандије, пре него боје његовог тима, донела му је велику популарност кући, након прве победе на Туру за Холандију.
Године 1969, освојио је вуелта Маљорка трку, као и по једну етапу на Критеријуму Дофине и на Париз—Ници.

## Крај каријере и приватни живот
Јансенова задња трка у каријери био је Тур Луксембурга, где је освојио једну етапу. „Ја знам то да сам ја Јан Јансен, победник Тур де Франса и светски шампион и тада је било време да кажем стоп”, изјавио је Јан Јансен.
Након завршетка каријере, покренуо је компанију за израду рамова за бицикле, у селу југо-западно од села Пут, које је подељено границом са Белгијом. Компанија носи његово име и данас.
Јансен је наставио да вози бицикл и након краја каријере, заједно да осталим холандским бициклистима из тог доба.